# Trechterwasplaat
De trechterwasplaat (Hygrocybe cantharellus) is een schimmel behorend tot de familie Hygrophoraceae. Hij leeft saprotroof op de grond, soms in veenmos (Sphagnum), in schrale graslanden, wegbermen, greppelranden, grazige heiden en jeneverbesstruwelen, soms in veenmosrietlanden, op natte tot droge, voedselarme veen-, zand- en leembodems. Hij produceert vruchtlichamen van augustus tot november.

## Kenmerken

### Uiterlijke kenmerken
Hoed
De hoed heeft een diameter van 1-3 cm. De vorm is bij jonge exemplaren convex en bij oudere exemplaren plat, of hol in het midden, of zelfs trechtervormig. De hoedrand blijft lang gekruld en bij oudere exemplaren is deze vaak gegroefd. Het oppervlak is droog, kaal of fijn geschubd (vooral in het midden). De kleur varieert van geeloranje tot scharlakenrood.
Lamellen
De lamellen lopen duidelijk af aan de steel. Ze zijn geel, soms oranje, meestal iets lichter dan de hoed.
Steel
De steel heeft een lengte van 2–6 cm en een dikte van 0,2–0,3 cm. De steel is slank, gelijkmatig of taps toelopend naar de basis, breekbaar, aanvankelijk vol, daarna hol. Het oppervlak is droog en glad, geeloranjerood van kleur, geelachtig of witachtig aan de basis.
Geur en smaak
Het vlees is teer, zeer dun in de hoed, vooral aan de rand. De kleur is geel tot roodoranje. Het heeft geen duidelijke geur en een milde smaak.
Sporenprint
De sporenprint is wit.

### Microscopische kenmerken
De sporen zijn ellipsvormig of bijna cilindrisch, glad, kleurloos in KOH, inamyloïde en meten 9–12 × 5–6 μm. De basidia zijn 35-45 μm lang met vier sterigmata. Er zijn geen cystiden aanwezig. De hyfen zijn parallel in het lamelaire trama.

## Vergelijkbare soorten
Hij wordt vaak verward met de zeer vergelijkbare Hygrocybe miniata. Het verschilt ervan door een lichtere kleur, convergerende lamellen, een slankere vorm en een droog oppervlak van de hoed. Ook heeft deze paddenstoel grotere sporen.

## Verspreiding
De trechterwasplaat heeft een groot verspreidingsgebied. Hij komt voor in Noord-Amerika, Midden-Amerika, Europa en Nieuw-Zeeland. Er is ook gemeld dat de schimmel voorkomt in Korea, Japan en de Canarische Eilanden.
In Nederland komt hij vrij algemeen voor.

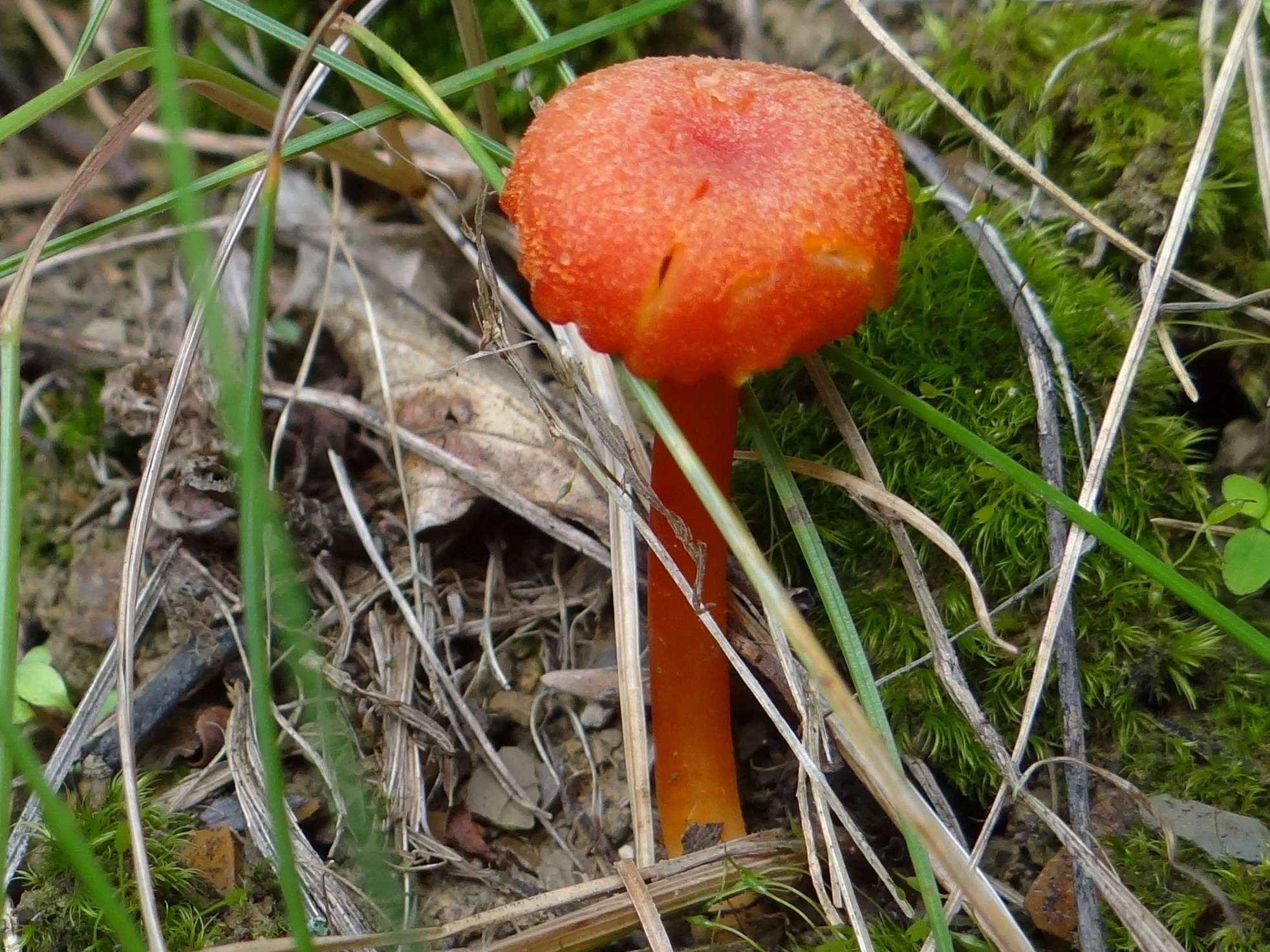